# Lycosa discolor
Lycosa discolor là một loài nhện trong họ Lycosidae.
Loài này thuộc chi Lycosa. Lycosa discolor được Charles Athanase Walckenaer miêu tả năm 1837.